# Напіввічнозелені дощові ліси Тенассеріму та Південного Таїланду
Напіввічнозелені дощові ліси Тенассеріму та Південного Таїланду (ідентифікатор WWF: IM0163) — індомалайський екорегіон тропічних та субтропічних вологих широколистяних лісів, розташований у Південно-Східній Азії.

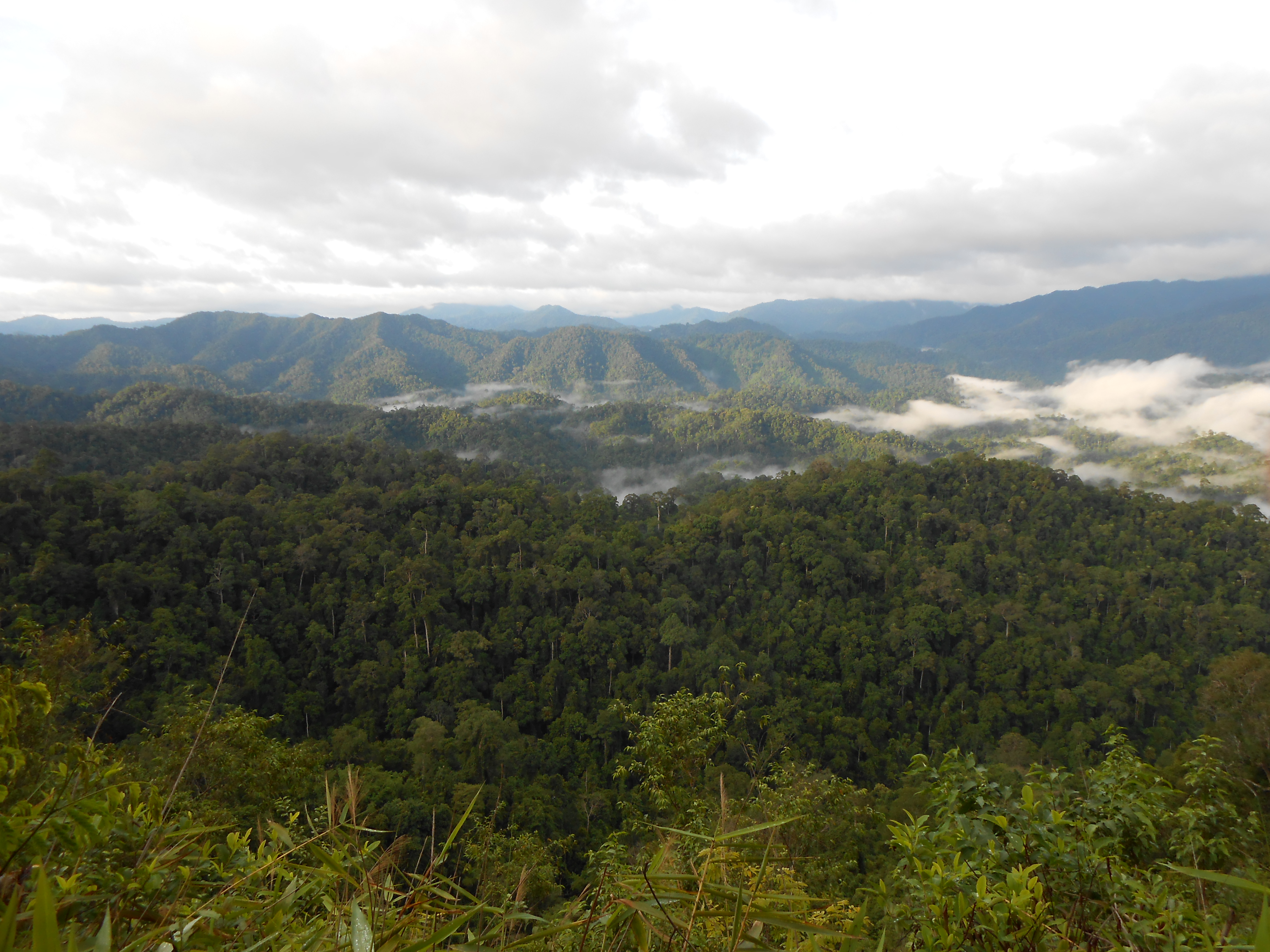
Ландшафт Національного парка Каенгкрачан

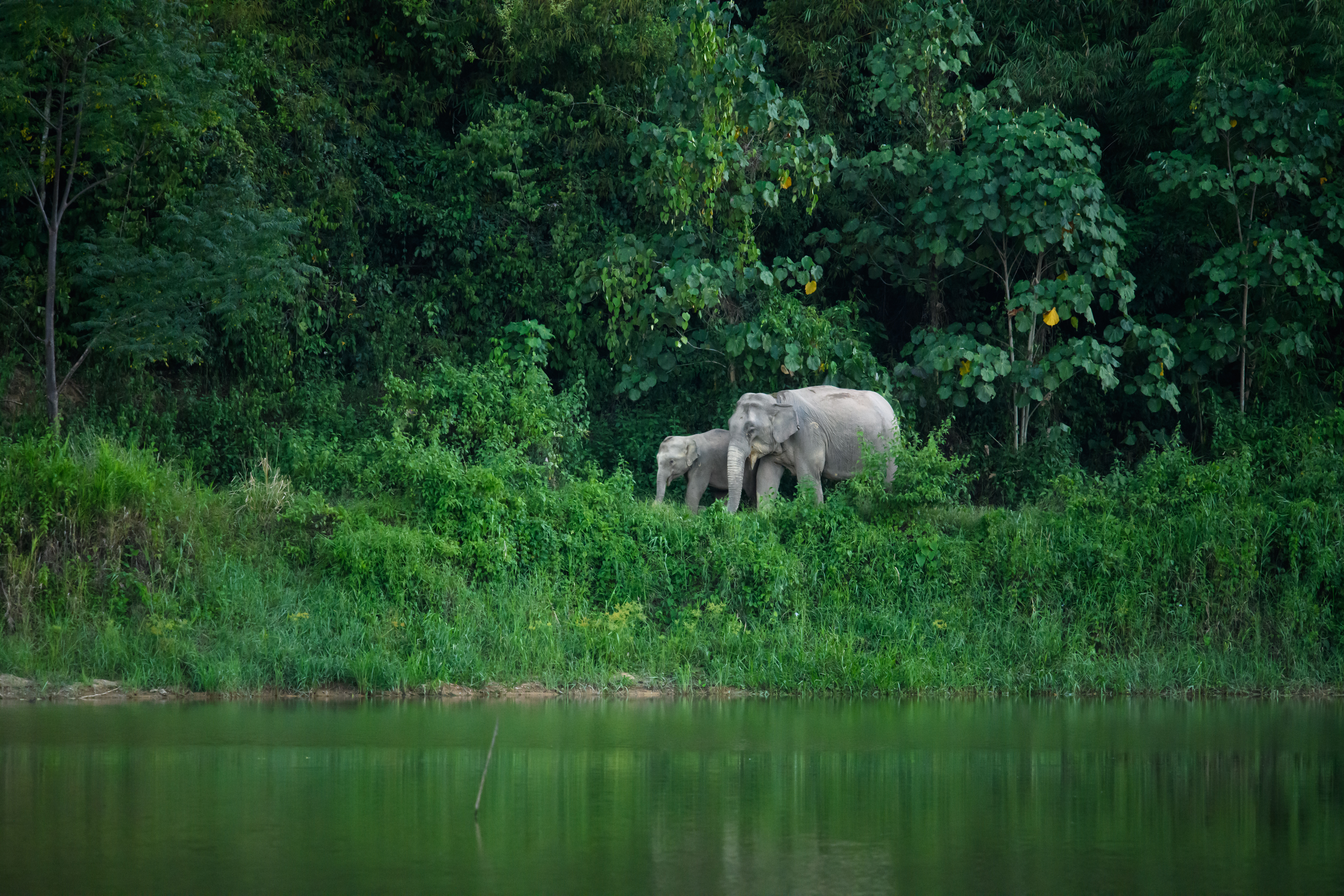
Слони у Національному парку Каенгкрачан

## Географія
Екорегіон напіввічнозелених дощових лісів Тенассеріму та Південного Таїланду простягається більш ніж на 1100 км з півночі на південь, від крайнього південного заходу М'янми (Карін і Танінтаї), та півдня Західного Таїланду через Південний Таїланд до Перліса та північного Кедаха на крайньому північному заході Західної Малайзії. Він охоплює низку гірських хребтів, що складають південну частину гір Тенассерім, зокрема хребти Білауктаунг, Пхукет та Накхонсітхаммарат, які простягаються вздовж бірмансько-таїландського кордону і далі на південь, а також низовини, що лежать на захід та схід від цих гір. Деякі найвищі гірські вершини регіону підіймаються на висоту понад 1500 м над рівнем моря. Крім того, екорегіон охоплює низку островів, розташованих в Андаманському морі на заході (М'єй, Пхукет, Лангкаві, Тарутао) та в Сіамській затоці на сході (Пханган, Самуї, Тау). В центральній частині екорегіону розташований перешийок Кра, який відділяє Малайський півострів від континентального Індокитаю.
На північно-західних прибережних низовинах екорегіон переходить у прибережні дощові ліси М'янми, а на північно-східних — у рівнинні вологі листяні ліси басейну Чаопхраї. На півдні напіввічнозелені ліси регіону переходять у дощові ліси Малайського півострова.
Південна межа екорегіону визначається Кангап-Паттанійським флористичним кордоном, який проходить із заходу на схід через північну частину Малайського півострова. Флористичний кордон визначає перехід між листяними та напіввічнозеленими лісами Індокитаю та вічнозеленими лісами Сундаленду та Малезії. В районах, що лежать на північ від цієї межі, спостерігається короткий сухий сезон (2-3 місяці), а в районах, що лежать на південь від неї, дощі йдуть протягом всього року, хоча середньорічна кількість опадів різниться незначно.

## Клімат
На більшій частині екорегіону домінує мусонний клімат (Am за класифікацією кліматів Кеппена). Середньорічна кількість опадів коливається від 1500 до 2000 мм, хоча подекуди вона може перевищувати 5000 мм. З півночі на південь тривалість сухого сезону та масштаб передмусонної посухи зменшується. Південні гірські хребти отримують вологу як від північно-східних, так і від південно-західних мусонів, тому, на відміну від гірських хребтів, розташованих далі на північ, тут немає значних територій, що лежать у дощовій тіні. 

## Флора
Основними лісовими угрупованнями екорегіону є рівнинні та гірські дощові ліси, основу яких складають різні представники родини діптерокарпових (Dipterocarpaceae). У лісах, що ростуть на прибережних низовинах, частина дерев скидає листя під час сухого сезону, а в лісах, що ростуть в Тенассерімських горах, переважають вічнозелені дерева.
У багатьох районах Південного Таїланду, зокрема на островах, розташованих біля його південно-західного узбережжя, зустрічаються вапнякові карстові скелі. Ліси, що ростуть серед вапнякових скель, більш чутливі до посухи, а дерева в них, як правило, є листопадними, тоді як ліси, що ростуть серед гранітних скель, виграють від високої здатності ґрунту утримувати вологу, а в їх структурі переважають вічнозелені дерева.
Серед дерев, що переважають в лісах у південній частині екорегіону, слід відзначити смоляне дерево (Dipterocarpus alatus), дерево гурджун (Dipterocarpus turbinatus), великоцвітий діптерокарпус (Dipterocarpus grandiflorus), духмяну хопею (Hopea odorata), духмяну тембусу (Cyrtophyllum fragrans), цейлонське залізне дерево (Mesua ferrea), вусату тетрацеру (Tetracera sarmentosa), індійську тетрацеру (Tetracera indica), золотисту ділленію (Dillenia aurea), яйцецвіту магнолію (Magnolia liliifera) та різні види шорей (Shorea spp.). 
У зрілих лісах поширені різноманітні ліани та епіфіти, зокрема лишайники, кошикові папороті (Aglaomorpha spp.) та понад 700 видів орхідей. В підліску поширені характерні ротангові пальми (Calamus spp.), хоча їхня економічна цінність призвела до того, що вони збереглися лише у найбільш недоступних, незайманих лісах. 
В лісах екорегіону зустрічається багато рідкісних видів рослин, які мають цікаву та своєрідну біологію. На болотах та в інших місцевостях з бідними на азот ґрунтами ростуть непентеси (Nepenthes spp.), хижі рослини, які ловлять комах. На ліанах з роду Tetrastigma ростуть рафлезії Керрі (Rafflesia kerrii), повністю позбавлені листя кореневі паразити з великими квітками діаметром 70 см, які пахнуть падлом та приваблюють мух-запилювачів.

## Фауна
Фауна екорегіону вирізняється високим різноманіттям. В Тенассерімських горах та навколишніх передгір'ях зустрічаються одні з найбільших у Південно-Східній Азії популяцій великих ссавців, таких як індійські слони (Elephas maximus indicus), гаури (Bos gaurus), бантенги (Bos javanicus), суматранські серау (Capricornis sumatraensis), індійські замбари (Rusa unicolor), чепрачні тапіри (Tapirus indicus) та ендемічні тенассерімські мунтжаки (Muntiacus feae).
Серед поширених в екорегіоні хижих ссавців слід відзначити тигра (Panthera tigris), індокитайського леопарда (Panthera pardus delacouri), димчасту пантеру (Neofelis nebulosa), золотисту котопуму (Catopuma temminckii), гірського куона (Cuon alpinus), гімалайського ведмедя (Ursus thibetanus), малайського ведмедя (Helarctos malayanus), видрову цивету (Cynogale bennettii), смугасту цивету (Hemigalus derbyanus), великоплямисту віверу (Viverra megaspila) та бінтуронга (Arctictis binturong), серед мавп — бенгальського лорі (Nycticebus bengalensis), ведмежого макаку (Macaca arctoides), північного свинохвостого макаку (Macaca leonina), південного свинохвостого макаку (Macaca nemestrina), макаку-крабоїда (Macaca fascicularis), темного лутунга (Trachypithecus obscurus) та білорукого гібона (Hylobates lar), а серед інших ссавців — яванського панголіна (Manis javanica), малайського шерстокрила (Galeopterus variegatus), звичайну тупаю (Tupaia glis), даякського крилана (Dyacopterus spadiceus) та майже ендемічного таїландського листоноса (Hipposideros halophyllus). Ендеміками екорегіону є тенассерімські лангури (Trachypithecus barbei) та смугасті лангури Робінсона (Presbytis robinsoni).
Завдяки широкому спектру природних середовищ, від листяних лісів на півночі до сезонних вічнозелених лісів на півдні, від низин до гір, орнітофауна екорегіону є однією з найбагатших у всій Південно-Східній Азії. Тут зустрічається понад 560 видів птахів, однак багато з них, особливо види, що зустрічаються у низинних лісах, перебувають під загрозою зникнення. Одним з найрідкісніших птахів екорегіону є ендемічна чорночерева піта (Hydrornis gurneyi). Деякий час науковці вважали, що цей вид повністю вимер, поки чорночерева піта не була повторно відкрита у 1986 році. Її популяція нараховує менше 2500 особин.
Серед інших птахів, поширених в екорегіоні, слід відзначити куропатицю (Caloperdix oculeus), червоночубу куріпку (Rollulus rouloul), малазійську куріпку (Tropicoperdix charltonii), червононогого лофура (Lophura rufa), великого аргуса (Argusianus argus), малазійського пінона (Ducula aenea), серендака (Loriculus galgulus), білолобу сплюшку (Otus sagittatus), малазійську салангану (Aerodramus maximus), оливкову джунглівницю (Cyornis olivaceus), червонощоку саїмангу (Chalcoparia singalensis), східного павуколова (Arachnothera modesta), золотоокого бюльбюля (Ixodia erythropthalmos), малазійського окулярника (Zosterops auriventer) та ендемічного таїландського бородастика (Psilopogon chersonesus).

## Збереження
Оцінка 2017 року показала, що 21 105 км², або 22 % екорегіону, є заповідними територіями. Природоохоронні території включають: Національний парк Аопхангнга, Національний парк Каенгкрачан, Національний парк Каенгкрунг, Національний парк Кхаопу-Кхаоя, Національний парк Кхаосок, Національний парк Мукопхетра, Національний парк Тайром'єн, Національний парк Танінтарі, Національний парк Тарутау та Національний парк Тхалебан в Таїланді, а також Національний парк Ленья та Морський національний парк острова Лампі в М'янмі та Державний парк Перліс в Малайзії. У 2021 році лісовий комплекс Каенгкрачан, розташований в горах Таїланду, був внесений до списку Світової спадщини ЮНЕСКО.